# BioOne
BioOne és un editor de recerca científica sense ànim de lucre.
BioOne es va establir el 1999 a Washington, DC, com a organització sense ànim de lucre 501 (c) (3) per cinc col·laboradors acadèmics: l'American Institute of Biological Sciences, l'Scholarly Publishing and Academic Resources Coalition (SPARC), La Universitat de Kansas, Greater Western Library Alliance i Allen Press.
El principal impuls per a la creació de BioOne va ser el desig comú entre les parts interessades acadèmiques clau d’una alternativa a la publicació acadèmica comercial.
La meitat dels ingressos de la quota de subscripció de BioOne Complete es reparteixen entre els editors participants.